# Лебедева, Виктория Станиславовна
Виктория Станиславовна Лебедева (родилась 17 мая 1997 года) — российская футболистка (игрок в мини-футбол), нападающая клуба «Аврора».

## Биография
Выступала долгое время за клуб «Аврора», с которым в 2019 году стала чемпионкой России, обыграв в финале по сумме двух матчей пензенский клуб «Лагуна-УОР». В первом матче в Пензе «Аврора» проиграла 3:4, зато в домашнем ответном матче выиграла 1:0, и единственный гол забила именно Лебедева с пенальти. Играла некоторое время за петербургский «Кристалл», завоевав с ним в 2023 году Суперкубок России: 10 сентября «Кристалл» победил нижегородскую «Норманочку» 3:1, а Виктория забила один гол. В том же году вернулась в «Аврору».
В сезоне 2023/2024 в составе «Авроры» провела 18 матчей в чемпионате России и 3 матча в Кубке России, забив 9 голов в чемпионате (один с пенальти) и один в кубке России. В том же сезоне успела сыграть 6 матчей в чемпионате за «Кристалл» и забить один гол. В 2024 году была включена в заявку нижегородского клуба «Норманочка» для участия в клубном Кубке мира среди женских команд. В 2025 году в финале Кубка России «Аврора» проиграла 2:3 «Норманочке»: Лебедева в конце матча срезала мяч в свои ворота.
За сборную России по мини-футболу Виктория Лебедева дебютировала 26 февраля 2016 года матчем против Чехии (победа 7:3), в котором забила один мяч. 14 ноября 2018 года забила единственный гол в матче против Испании. Бронзовый призёр чемпионата Европы 2019 года: забила гол в матче за 3-е место против Украины (победа по пенальти). Всего сыграла 34 официальных матча и забила 15 голов; также 11 марта 2023 года сыграла неофициальный матч против молодёжной сборной Ирана (победа 3:1).